# Lanshantou
Lanshantou (kinesiska: 岚山头街道, 岚山头) är en socken i Kina. Den ligger i provinsen Shandong, i den östra delen av landet, omkring 270 kilometer sydost om provinshuvudstaden Jinan. Antalet invånare är 36928. Befolkningen består av 18 028 kvinnor och 18 900 män. Barn under 15 år utgör 14,0 %, vuxna 15-64 år 76 %, och äldre över 65 år 8,0 %.
Genomsnittlig årsnederbörd är 978 millimeter. Den regnigaste månaden är juli, med i genomsnitt 292 mm nederbörd, och den torraste är januari, med 9 mm nederbörd.